# Velká ryba
Velká ryba (v originále Big Fish) je americký film z roku 2003. Natočil jej režisér Tim Burton a hráli v něm například Ewan McGregor, Albert Finney, Steve Buscemi a Danny DeVito. Hudbu k filmu složil Danny Elfman a byl za ní nominován na Oscara. Film byl v různých kategoriích nominován i na další ceny. Scénář napsal John August podle stejnojmenné knihy Daniela Wallace (ten si ve filmu sám zahrál roli profesora ekonomie). Snímek pojednává o muži, který rád vypráví příběhy. Těm však nevěří jeho syn, který se svým otcem přestane komunikovat.